# Denneweg 56
De Denneweg 56 is een winkelpand in het midden van de Denneweg in het Centrum van Den Haag. Het pand werd in 1898 gebouwd als toonzaal voor smederij E. Beekman & Zn. en staat sinds 1967 op de lijst van Rijksmonumenten. De architect is Jan Willem Bosboom, die rond de eeuwwisseling een aantal winkels en huizen in de Haagse binnenstad ontwierp volgens verschillende stijlen waaronder neo-renaissance en een aan art nouveau verwante vorm van eclecticisme. De stijl van de Denneweg 56 wordt uiteenlopend betiteld als Gietijzer-architectuur, art nouveau (jugendstil) en eclecticisme.

## Beschrijving
Het gebouw is een uniek vroeg voorbeeld van een winkelpand met een gevel van ijzer en glas. De opdrachtgever, de heer Egbertus Beekman speelde hierin een belangrijke rol als internationaal handelaar in ijzeren delen en eigenaar van de gelijknamige smederij. De 45.000 kilo ijzer dat in het pand werd gebruikt werd grotendeels door de smid zelf geleverd en bewerkt.

## Gebruik
Het gebouw heeft tot 1953 haar originele functie als toonzaal van de firma Beekman vervuld. Hierna werd het pand ontdekt door Willem Hendrik Gispen (ontwerper), die er samen met zijn neef Rudolf Johannes Meijer het meubelhuis ‘KEMBO’ begon. In 1957 werd de zaak overgedaan aan de toenmalige bedrijfsleider de heer A.J.G. van Pijpen, die onder de naam ‘Al-VeKa’ naast meubelen ook geschenken, speelgoed en luxe artikelen ging verkopen. Na het opheffen van de firma in 1978 werd het pand na een korte periode van leegstand in 1980 verbouwd tot Filmhuis Den Haag, door architect Sjoerd Schamhart. In 1991 verhuisde het filmhuis naar het Theater aan het Spui. Het winkelpand kreeg haar oorspronkelijke bestemming van winkelpand terug, tot het in 2015 werd verbouwd tot haar huidige functie; een schoonheidssalon met spa genaamd ‘Alveda’.

## Trivia
- In winkelcentrum ‘Haagsche Bluf’ zijn enkele replica’s van bekende Haagse en Delftse gevels gerealiseerd, waaronder Bosbooms Denneweg 56.
- De gouden ‘W’ in de kroon van de gevel refereert naar de kroning van koningin Wilhelmina, eveneens in 1898.